# Frédéric Pietruszka
Frédéric Pietruszka (ur. 13 maja 1954 w Villecresnes) – francuski szermierz, florecista. Trzykrotny medalista olimpijski i czterokrotny medalista mistrzostw świata.
Na igrzyskach olimpijskich w Montrealu w 1976 roku reprezentacja Francji w składzie: Daniel Revenu, Christian Noël, Didier Flament, Bernard Talvard i Frédéric Pietruszka zajęła trzecie miejsce w turnieju drużynowym. Indywidualnie zajął piąte miejsce. Na rozgrywanych cztery lata później igrzyskach olimpijskich w Moskwie wspólnie z Didierem Flamentem, Pascalem Jolyotem, Philippe'em Bonninem i Brunonem Boscherie’em zdobył złoty medal w zawodach drużynowych. Indywidualnie był tym razem ósmy. Brał również udział w igrzyskach olimpijskich w Los Angeles w 1984 roku, razem z Pascalem Jolyotem, Patrickiem Grocem, Philippe'em Omnèsem i Markiem Cerbonim zdobywając kolejny brązowy medal. W rywalizacji indywidualnej był czwarty, przegrywając walkę o medal z Włochem Stefano Cerionim 5:10.
Podczas mistrzostw świata w Grenoble w 1974 roku zdobył brązowy medal indywidualnie, plasując się za Aleksandrem Romankowem z ZSRR i Włochem Carlo Montano. Na mistrzostwach świata w Budapeszcie rok później wspólnie z Christianem Noëlem, Danielem Revenu i Bernardem Talvardem zdobył złoty medal w zawodach drużynowych. W tej samej konkurencji Francuzi z Pietruszką w składzie zdobyli następnie srebrne medale podczas mistrzostw świata w Hamburgu (1978) oraz mistrzostw świata w Rzymie (1982).
Wielokrotnie był mistrzem Francji (1978, 1981 i 1983).
W latach 2005–2012 był prezydentem Francuskiej Federacji Szermierczej. Następnie w latach 2012-2016 był sekretarzem generalnym Międzynarodowej Federacji Szermierczej.